# Procedimiento almacenado
Un procedimiento almacenado (stored procedure en inglés) es un programa (o procedimiento) almacenado físicamente en una base de datos. Su implementación varía de un gestor de bases de datos a otro. 
La ventaja de un procedimiento almacenado 
es que al ser ejecutado, en respuesta a una petición de usuario, es ejecutado directamente en el motor de bases de datos, el cual usualmente corre en un servidor separado. Como tal, posee acceso directo a los datos que necesita manipular y sólo necesita enviar sus resultados de regreso al usuario, deshaciéndose de la sobrecarga resultante de comunicar grandes cantidades de datos salientes y entrantes.
Los procedimientos pueden ser ventajosos: cuando una base de datos es manipulada desde muchos programas externos. Al incluir la lógica de la aplicación en la base de datos utilizando procedimientos almacenados, la necesidad de embeber la misma lógica en todos los programas que acceden a los datos es reducida. Esto puede simplificar la creación y, particularmente, el mantenimiento de los programas involucrados.
Podemos ver un claro ejemplo de estos procedimientos cuando requerimos realizar una misma operación en un servidor dentro de algunas o todas las bases de datos y a la vez dentro de todas o algunas de las tablas de las bases de datos del mismo. Para ello podemos utilizar a los Procedimientos almacenados auto creables que es una forma de generar ciclos redundantes a través de los procedimientos almacenados.

## Implementación
Estos procedimientos, se usan a menudo, pero no siempre, para realizar consultas SQL sobre los objetos de la base de datos de una manera abstracta, desde el punto de vista del cliente de la aplicación.
Un procedimiento almacenado permite agrupar en forma exclusiva parte de algo específico que se desee realizar o, mejor dicho, el SQL apropiado para dicha acción.

## Usos
Los usos 'típicos' de los procedimientos almacenados se aplican en la validación de datos, integrados dentro de la estructura del banco de datos. Los procedimientos almacenados usados con tal propósito se llaman comúnmente disparadores, o triggers. Otro uso común es la 'encapsulación' de un API para un proceso complejo o grande que podría requerir la 'ejecución' de varias consultas SQL, tales como la manipulación de un conjunto de datos enorme para producir un resultado resumido.
También pueden ser usados para el control de gestión de operaciones, y ejecutar procedimientos almacenados dentro de una transacción de tal manera que las transacciones sean efectivamente transparentes para ellos.

## Ventajas
La ventaja de un procedimiento almacenado, en respuesta a una petición de usuario, está directamente bajo el control del motor del gestor de bases de datos, que corre generalmente en un servidor distinto del servidor web, aumentando con ello la rapidez de procesamiento de las peticiones del usuario. El servidor de la base de datos tiene acceso directo a los datos necesarios para manipular y sólo necesita enviar el resultado final al usuario.
Los procedimientos almacenados pueden permitir que la lógica del negocio se encuentre como un API en la base de datos, que pueden simplificar la gestión de datos y reducir la necesidad de codificar la lógica en el resto de los programas cliente. 
Esto puede reducir la probabilidad de que los datos se corrompan por el uso de programas clientes defectuosos o erróneos. De este modo, el motor de base de datos puede asegurar la integridad de los datos y su consistencia con la ayuda de procedimientos almacenados.
Algunos afirman que las bases de datos deben ser utilizadas para el almacenamiento de datos solamente, y que la lógica de negocio sólo debería aplicarse en la capa de negocio de código, a través de aplicaciones cliente que deban acceder a los datos. Sin embargo, el uso de procedimientos almacenados no se opone a la utilización de una capa de negocio.
véase programación en tres capas. 
El siguiente es un ejemplo de procedimiento almacenado en MySQL:
CREATE PROCEDURE nombreProcedimiento([parametro1,parametro2,....])

[Atributos]

BEGIN Instrucciones 

END 